# Jean Auburtin
Pour les articles homonymes, voir Auburtin.
Jean Auburtin, né le 26 avril 1904 à Paris et mort le 23 juin 1981 à Suresnes, est un homme politique français.

## Biographie
Fils d'un Maitre des requêtes du Conseil d'État, il fait ses études au Lycée Janson-de-Sailly. Diplômé de l’École libre des sciences politiques, il devient avocat à la cour de Paris, journaliste et écrivain politique. Ami de Charles de Gaulle à partir de 1934, il met son carnet d'adresses à sa disposition, lui permettant de rencontrer Paul Reynaud ainsi que divers autres figures politiques de l'époque comme Léon Blum, Philippe Serre, Léo Lagrange ou encore Marcel Déat,,. Il est ainsi un actif propagandiste des idées développées par le colonel de Gaulle dans Vers l'armée de métier. Il devient membre de son cabinet à la fin du mois de mai 1940 lorsque De Gaulle est nommé sous-secrétaire d'état dans le Gouvernement Paul Reynaud. Il s'engage ensuite dans la résistance et en reçoit la médaille.

## Détail des fonctions et des mandats
Conseiller municipal de Paris
- Siège au Conseil municipal de Paris de 1947 à 1965. Il en devient président en 1962 avec l'étiquette UNR-UDT. (Son épouse Georgie Auburtin-Myers y siège également de 1971 à 1977).

Mandat parlementaire
- 15 septembre 1972 - 2 octobre 1977 : Sénateur de Paris (Élu en remplacement de M. Albert Chavanac décédé, il ne se représente pas au terme de son mandat)

## Ouvrages
Charles de Gaulle. Soldat et Politique, Paris, Les Editions universelles, 1944.
Le colonel De Gaulle, Paris, 1965, 208 pages, [lire en ligne (page consultée le 27 juin 2024)].